# شطرنج در جمهوری آذربایجان
شطرنج از انواع متداول بازی‌های فکری در قلمروی جمهوری آذربایجان می‌باشد. فدراسیون شطرنج آذربایجان مسئولیت امور مرتبط با شطرنج را بر عهده دارد. بر پایه فرمان ۵ مه سال ۲۰۰۹ الهام علی‌اف، رئیس جمهوری آذربایجان که همزمان سکاندار کمیته ملی المپیک این کشور است، برنامه توسعه شطرنج مورد حمایت دولت در محدوده زمانی ۲۰۰۹ تا ۲۰۱۴ بنیان نهاده شد.

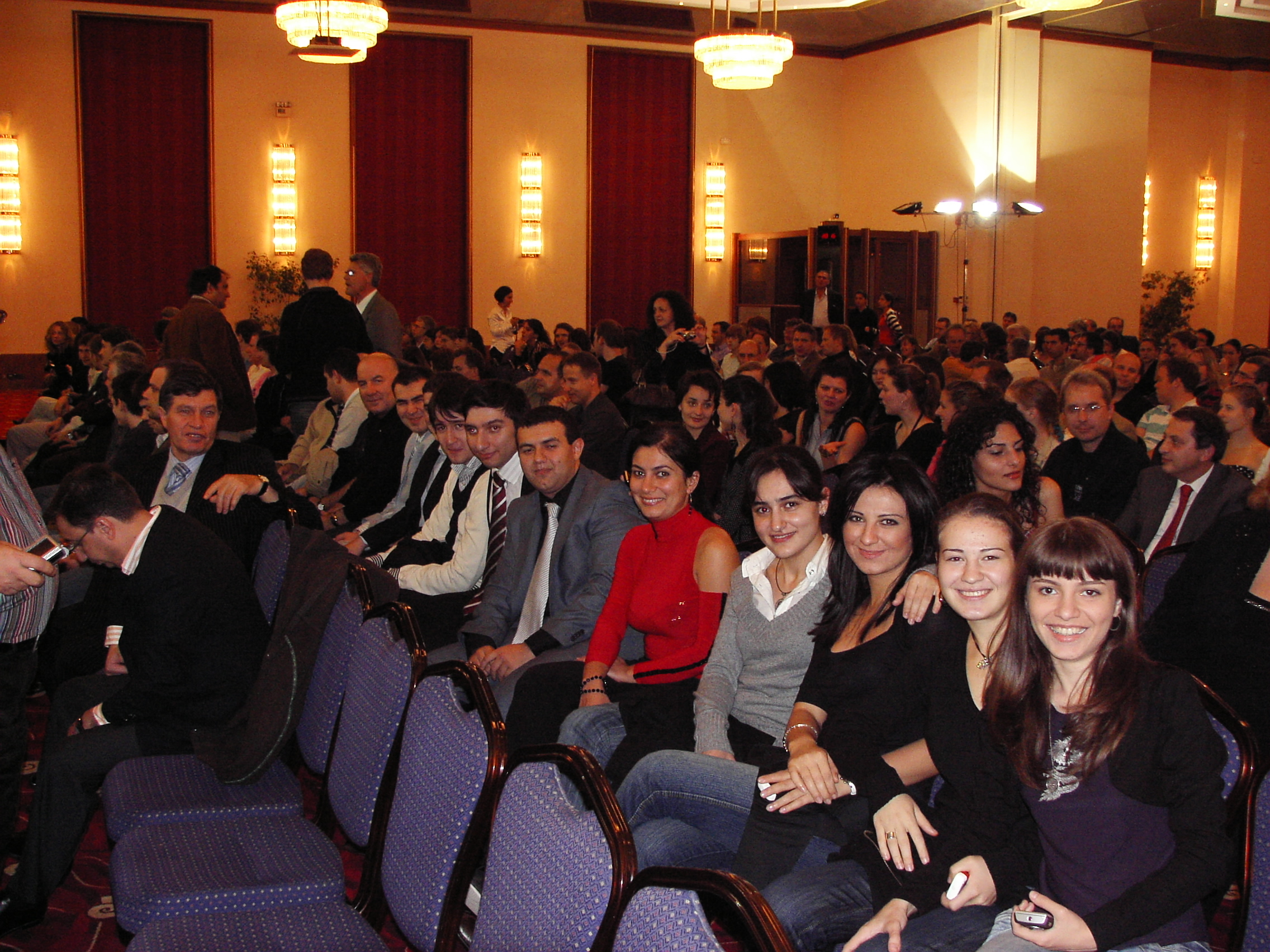
تیم‌های ملی مردان و زنان آذربایجان در مسابقات قهرمانی سال ۲۰۰۷ اروپا

## تاریخچه شطرنج در جمهوری آذربایجان
تاریخ پیدایش بازی شطرنج در سرزمین آذربایجان به دوران باستان بازمی‌گردد. در دوران قدیم نیز آذربایجان از تعداد زیادی شطرنجیان بوده‌است. رد پای بازی شطرنج در آثار نوابغی چون نظامی گنجوی، عمادالدین نسیمی، محمد فضولی و غیره… یافت می‌شود. آنان در این آثار افکار معنی دار و عمیق در خصوص شطرنج به نگارش درآورده اند. الکساندر دوما، نویسنده فرانسوی، هنگامی که در سفر به آذربایجان به سر می‌برد، با خورشیدبانو ناتوان شطرنج بازی نموده و از تسلط کامل وی بر قواعد و روش‌های این بازی تمجید به عمل آورده‌است.
میرزا فتحعلی آخوندزاده، روشنفکر برجسته آذربایجانی در نامه‌ای به پسر خود به وی توصیه کرد تا بر این بازی را فرا گیرد. «جلال الدین نخجوانی» که به مهارت و حرفه‌ای‌گری خود در بازی شطرنج در آسیای مرکزی شهرت بسزایی یافته بود، از نخستین نمایندگان برجسته شطرنجیان آذربایجانی تلقی می‌گردد.

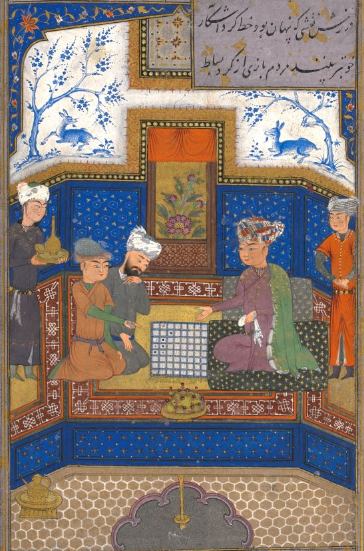
مینیاتور اختصاصی شطرنجیان به شعر «مولانا کاتب»، شاعر دربار «شیخ ابراهیم» که در کتابی تهیه شده با اهتمام فرخ یسار در سال ۱۴۶۸، در شاماخی، آمده‌است.

برگزاری اولین مسابقه بازی شطرنج در باکو به سال ۱۹۲۶، زمانی که آذربایجان جزو شوروی بود، رقم خورد. بعد در سال ۱۹۳۴، نخستین مسابقه سرتاسری آذربایجان برگزار گشت که «س. سلیمخانف» برنده این مسابقه شد.
از بدوی دهه ۱۹۷۰، بازی شطرنج تحت حمایت دولت قرار گرفت. قریب به ۶۰ مکتب شطرنج برای کودکان و نوجوانان ساخته شده و به بهره‌برداری رسید. بازیکنان شطرنج همچون تیمور رجبوف، شهریار ممدیاروف، وقار حشیم‌اف و «امیل سوتوچسکی» از جملهٔ افرادی بودند، که در همان مکاتب آموزش و پرورش دیده و به زمره بهترین و برجسته‌ترین بازیکنان شطرنج پیوستند.
«فکرت سیده‌ایف‌زاده»، «المار محرمف»، «آیدین حسینف»، «آینور سفی‌اوا»، «فیروزه ولی‌خانلی»، «الهه قدیم‌اوا» به‌طور پیدرپی برنده مسابقات سراسری شطرنج شوروی و بین‌المللی گردیده‌اند.
زنان ملی‌پوش شطرنج جمهوری آذربایجان با اولین حضور خود در مسابقه بین‌المللی شطرنج سال ۱۹۹۲ در مانیل، پایتخت کشور فیلیپین حائز رتبه ۷ گردیدند.
این تیم ملی جایزه برنز را در مسابقه شطرنج برگزار شده در شهر دبرتسن مجارستان در سال ۱۹۹۳ ازآن خود نمود. طی ۱۴ سال اخیر، شطرنجیان نوجوان آذربایجانی در مسابقات بین‌المللی و اروپایی شطرنج که در کشور آذربایجان برگزار شده‌است، برنده بالغ بر ۷۰ مدال شده‌اند. در سال‌های ۲۰۰۲ و ۲۰۰۳، به ترتیب مسابقه شطرنج بازان جوانان اروپا در شهر باکو و مسابقه جهانی در نخجوان برگزار شدند.
شطرنج بازان آذربایجانی حاضر در این مسابقات- زینب محمدیاراوا یک مدال طلا و یک نقره، شهریار ممدیاروف یک مدال طلا و یک برنز، وقار حشیمف یک مدال نقره را مال خود کردند.
در سال ۲۰۰۵ در شکی و دو سال بعد نیز در باکو برگزاری مسابقات بین‌المللی شطرنج با حضور زنان شطرنج‌باز پیشتاز تحقق پیدا کرد.
فدراسیون بین‌المللی شطرنج با عنایت به دستاوردهای جمهوری آذربایجان در برپایی این رویدادها، در سال ۲۰۰۸، برگزاری نخستین مرحله از رشته مسابقات جایزه بزرگ را به این کشور محول کرد.
در خلال سال‌های اخیر، شطرنجیان آذربایجانی نظیر تیمور رجبوف، شهریار ممدیاروف، وقار حشیمف و … به زمره پیشتازترین بازیکنان شطرنج پیوسته‌اند. تیم مردان شطرنج‌باز آذربایجانی در مسابقه اروپایی که در اواخر سال ۲۰۰۷ در جزیره کرت در کشور یونان برگزار شده‌است، برای اولین بار به جوایز برنز دست یافتند.
نام تیمور رجبوف، شهریار ممدیاروف، وقار حشیمف در فهرست ۲۰ قوی‌ترین شطرنج باز فدراسیون بین‌المللی شطرنج قرار دارند.

## مسابقات بین‌المللی شطرنج برگزار شده در جمهوری آذربایجان
- مسابقه اروپایی ۲۰۰۲ - باکو
- مسابقه جهانی ۲۰۰۳ جوانان- نخجوان
- مسابقه اختصاصی رشته مسابقات جایزه بزرگ فدراسیون بین‌المللی شطرنج به یاد حیدر علی‌اف - سال ۲۰۰۸ در باکو